# Tanchoj
Tanchoj (in russo  Танхой?, in buriato Тонхой) è un insediamento di tipo urbano della Russia asiatica, in Siberia Orientale. È situato nella Repubblica autonoma della Burazia e appartiene al rajon Kabanskij.
Tanchoj si trova sulla sponda meridionale del lago Bajkal, di fronte alla sorgente dell'Angara, sulla strada R258 «Bajkal».
Nel villaggio si trova la stazione «Tanchoj» della Ferrovia della Siberia Orientale (parte della Ferrovia Transiberiana) e la tenuta centrale della riserva naturale del Bajkal.